# Mitromorpha cachiai
Mitromorpha cachiai é uma espécie de gastrópode do gênero Mitromorpha, pertencente a família Mitromorphidae.